# جژکوویتس-گوره
جژکوویتس-گوره (به لهستانی:  Dzierzkowice-Góry) یک روستا در لهستان است که در گمینا جژکوویتسه واقع شده‌است.